# 대한민국 민법 제60조의2
대한민국 민법 제60조의2는 직무대행자의 권한에 대한 민법총칙 조문이다. 본 조문은 2001년 12월 29일 신설되었다.

## 조문
제60조의2(직무대행자의 권한) ①제52조의2의 직무대행자는 가처분명령에 다른 정함이 있는 경우 외에는 법인의 통상사무에 속하지 아니한 행위를 하지 못한다. 다만, 법원의 허가를 얻은 경우에는 그러하지 아니하다.
②직무대행자가 제1항의 규정에 위반한 행위를 한 경우에도 법인은 선의의 제3자에 대하여 책임을 진다.

## 판례
- 판례는 법원에 의하여 선임된 조합임원 직무대행자가 구 도시 및 주거환경정비법 제86조 제6호, 제81조 제1항 위반죄의 범행주체인 조합임원에 해당하는지 여부에 대해 “제52조의2의 직무대행자는 가처분명령에 다른 정함이 있는 경우 외에는 법인의 통상사무에 속하지 아니한 행위를 하지 못한다. 다만, 법원의 허가를 얻은 경우에는 그러하지 아니하다.”라고 규정하고 있으므로, 법원의 가처분명령에 의하여 선임된 조합임원 직무대행자는 조합을 종전과 같이 그대로 유지하면서 관리하는 것과 같은 조합의 통상사무에 속하는 행위를 할 수 있다고 판시하였다.[1]

## 참고 문헌
- 오세경, 대법전, 법전출판사, 2014 ISBN 978-89-262-1027-7

## 같이 보기
- 대한민국 민법 제52조의2